# Jana Kárníková
Jana Kárníková (* 14. února 1981 Vlašim) je bývalá česká atletka ve vrhu koulí.
Závodila za AFK SKP Pardubice a poté v letech 2005-2007 byla zařazena do resortního střediska Ministerstva Vnitra ČR. Vrátila se do Pardubic a dosud závodí za Hvězda SKP Pardubice. Okrajově se také věnovala hodu diskem a kladivem.
Na Mistrovství Evropy 2006 skončila na 15. místě a v roce 2010 na 19. místě.
Studovala na Fakultě ekonomicko-správní Univerzity Pardubice. Od listopad 2007 také pracuje v Hvězda SKP jako manažerka. Závodní kariéru ukončila v říjnu 2019.

## Osobní rekordy
- vrh koulí: hala 17.30 m / dráha 17.29 m
- hod diskem: 51.02 m
- hod kladivem: 52.62 m